# Oyeu
Oyeu település Franciaországban, Isère megyében. Lakosainak száma 1092 fő (2022. január 1.). Oyeu Apprieu, Burcin, Charavines, Colombe, Villages du Lac de Paladru és Val-de-Virieu községekkel határos.

## Népesség
A település népességének változása:
| Lakosok száma | 532  | 556  | 643  | 870  | 920  | 956  | 1006 | 1039 | 1063 | 1092 |
|               | 1968 | 1982 | 1990 | 2006 | 2013 | 2015 | 2017 | 2019 | 2020 | 2022 |